# باربارا آلین وودز
باربارا آلین وودز (انگلیسی: Barbara Alyn Woods؛ زادهٔ ۱۱ مارس ۱۹۶۲) یک هنرپیشه اهل ایالات متحده آمریکا است. وی از سال ۱۹۸۸ میلادی تاکنون مشغول فعالیت بوده‌است.